# Les 1001 nuits
Les 1001 nuits (também conhecido como Sherazade) é um filme de fantasia franco-italiano de 1990 vagamente baseado na coleção de contos As Mil e Uma Noites. É dirigido por Philippe de Broca e estrelado por Catherine Zeta-Jones em seu primeiro papel no cinema.

## Elenco
- Thierry Lhermitte como O Rei
- Gérard Jugnot como Jimmy Gênio
- Catherine Zeta-Jones como Scherezade
- Stéphane Freiss como Aladim
- Vittorio Gassman como Sindbad
- Roger Carel como o grão-vizir

## Produção
A produção de Les 1001 Nuits começou em 17 de abril de 1989. A atriz principal Catherine Zeta-Jones estava se apresentando no teatro em West End quando foi descoberta por Philippe de Broca, que lhe ofereceu o papel no filme. O filme foi rodado na França, Marrocos e Tunísia. A produção terminou em 1 de agosto de 1989.

## Recepção
Em 2004, The Daily Telegraph afirmou que o filme recebeu "pouco aclamação" e foi lembrado principalmente por "suas agradáveis cenas de nudez".